# روديغر فرانك
روديغر فرانك (بالألمانية: Rüdiger Frank)‏ (و. 1969  م) هو اقتصادي، وأستاذ جامعي من ألمانيا، وألمانيا الشرقية، ولد في لايبزيغ.

## التعليم
تعلم في University of Duisburg ‏
.